# Приємні клопоти (телесеріал)
«Приємні клопоти» (англ. Good Trouble) — американський драматичний телесеріал, який є спін-офом підліткової драми Фостери. Прем'єра першого сезону відбулася в 8 січня 2019 року і складається з тринадцяти серій, слідуючи за Келлі Адамс Фостер (Мая Мітчелл) і Маріаною Адамс Фостер (Сієрра Рамірес), концептуально через кілька років після попереднього серіалу, «коли вони вступають у наступний етап працюючи в Лос-Анджелесі».".
Прем'єра другого сезону відбулася у червні 2019 року, а прем'єра третього сезону відбулася у лютому 2021 року.. У вересні 2021 року серіал був продовжений на четвертий сезон, прем'єра якого відбулася 9 березня 2022 року . 2 серпня 2022 року серіал був продовжений на п'ятий сезон прем'єра якого відбудеться 16 березня 2023 року. В грудні 2023 року телесеріал було закрито після п'яти сезонів.

## Сюжет
Це історія про сестер Каллі та Маріану, які розпочинають самостійне життя в Лос-Анджелесі. У них новий будинок, нові друзі, нові заняття та нові захоплення. Освоюючись у незвичній собі обстановці, дівчата зіштовхуються з першими серйозними проблемами своєму життєвому шляху.

## Актори та персонажи
| Мая Мітчелл      | Келлі Адамс Фостер   | Регулярно  | Регулярно  | Регулярно  | Регулярно | Гість     | Гість | Гість | Гість | Гість |
| Сьєрра Рамірес   | Маріана Адамс Фостер | Регулярно  | Регулярно  | Регулярно  | Регулярно | Регулярно |       |       |       |       |
| Зурі Аделе       | Маліка Вільямс       | Регулярно  | Регулярно  | Регулярно  | Регулярно | Регулярно |       |       |       |       |
| Шеррі Кола       | Еліс Кван            | Регулярно  | Регулярно  | Регулярно  | Регулярно | Регулярно |       |       |       |       |
| Томмі Мартінес   | Гаель Мартінес       | Регулярно  | Регулярно  | Регулярно  | Регулярно | Регулярно |       |       |       |       |
| Емма Хантон      | Давіна Мосс          | Периодично | Регулярно  | Регулярно  | Регулярно | Регулярно |       |       |       |       |
| Джош Пенс        | Денніс Купер         | Периодично | Регулярно  | Регулярно  | Регулярно | Регулярно |       |       |       |       |
| Бо Мірчофф       | Джеймі Хантер        | Периодично | Периодично | Регулярно  | Регулярно | Гість     |       |       |       |       |
| Прісцила Кінтана | Ізабелла Тавес       |            | Периодично | Периодично | Регулярно | Гість     |       |       |       |       |
| Браян Крейг      | Хоакін Перес         |            |            |            | Регулярно | Регулярно |       |       |       |       |

## Огляд сезонів
| Сезон | Сезон | Епізодіи | Оригінальна дата показу | Оригінальна дата показу |
| Сезон | Сезон | Епізодіи | Прем'єра сезону         | Фінал сезону            |
| ----- | ----- | -------- | ----------------------- | ----------------------- |
|       | 1     | 13       | 8 січня 2019            | 2 квітня 2019           |
|       | 2     | 18       | 18 червня 2019          | 4 березня 2020          |
|       | 3     | 19       | 17 лютого 2021          | 8 вересня 2021          |
|       | 4     | 18       | 9 березня 2022          | 1 вересня 2022          |
|       | 5     | 20       | 16 березня 2023         | 5 березня 2024          |

## Виробництво

### Розробка
Після оголошення про завершення серіалу Фостери телеканал Freeform замовив спін-офф серіалу за участю Келлі Адамс Фостер і Маріани Адамс Фостер, які живуть у Лос-Анджелесі через п'ять років після фіналу серіалу «Батьківське шоу». Йому було надано замовлення на 13 епізодів. 10 грудня 2018 стало відомо, що Каліфорнійська кінокомісія схвалила податкові пільги у розмірі 6,6 мільйона доларів на потенційний другий сезон, якщо Freeform вирішить продовжити серіал. 5 лютого 2019 року серіал було продовжено на другий сезон, прем'єра якого відбулася у червні. 18, 2019. 17 січня 2020 Freeform продовжила серіал на третій сезон, прем'єра якого відбулася в лютому 17, 2021. На 8 вересня 2021 Freeform продовжила серіал на четвертий сезон, прем'єра якого відбулася в березні.

### Кастинг
11 червня 2018 року Томмі Мартінес, Зурі Адель, Шеррі Кола та Роджер Барт отримали звичайні ролі як Гаель, Маліка, Аліса та суддя Вілсон відповідно. Крім того, Емма Хантон і Кен Кірбі отримали повторні ролі Давії та Бенджаміна. 6 листопада 2019 року Шеннон Чан-Кент отримала повторну роль у другому сезоні. 24 січня 2020 року Прісцилла Кінтана приєдналася до акторського складу в постійній ролі для другого сезону. 28 січня 2021 року Маркус Емануель Мітчелл і Джейсон Блер отримали повторні ролі в третьому сезоні. 3 березня 2021 року Кетрін Хаена Кім і Крейг Паркерприєднався до акторського складу в повторюваних ролях у третьому сезоні. 16 серпня 2021 року Оделя Галеві була обрана на повторювану роль у третьому сезоні.  7 лютого 2022 року Кінтана була підвищена до регулярного актора серіалу, тоді як Брайан Крейг приєднався до акторського складу як новий регулярний актор, а Бубу Стюарт отримав повторну роль у четвертому сезоні. 24 лютого 2022 року Ясмін Акер була обрана на заміну Халеві під час переробки.
Пізніше Мая Мітчелл покинула свою роль і посаду виконавчого продюсера, щоб бути зі своєю сім'єю в Австралії. Остання поява її персонажа відбулася в другому епізоді четвертого сезону.

### Зйомки
Основне виробництво 1 сезону розпочалося 11 червня 2018 року 